# 월터 매소
월터 매사우(Walter Matthau, 영어 발음: /mæθaʊ/ 1920년 10월 1일 ~ 2000년 7월 1일)는 미국의 배우이다.

## 수상 경력
- 1965년 제19회 토니상 연극부문 남우주연상
- 1966년 켄자스시티비평가협회상 남우조연상
- 1967년 로렐어워즈 최우수남우조연상
- 1967년 제39회 아카데미시상식 남우조연상
- 1971년 캔자스시티비평가협회상 남우주연상
- 1974년 제27회 영국아카데미시상식 남우주연상
- 1975년 다비트 디 도나텔로 어워즈 외국남자배우상
- 1976년 제33회 골든글로브시상식 뮤지컬/코미디부문 남우주연상

## 출연 작품
- 지금은 통화중